# McCausland
McCausland is een plaats (city) in de Amerikaanse staat Iowa, en valt bestuurlijk gezien onder Scott County.

## Demografie
Bij de volkstelling in 2000 werd het aantal inwoners vastgesteld op 299. In 2006 is het aantal inwoners door het United States Census Bureau geschat op 297, een daling van 2 (-0,7%).

## Geografie
Volgens het United States Census Bureau beslaat de plaats een oppervlakte van 1,5 km², waarvan 1,4 km² land en 0,1 km² water. McCausland ligt op ongeveer 234 m boven zeeniveau.

## Plaatsen in de nabije omgeving
De onderstaande figuur toont nabijgelegen plaatsen in een straal van 16 km rond McCausland.